# Discherodontus halei
Discherodontus halei là một loài cá vây tia thuộc họ Cyprinidae. Loài này có ở Malaysia và Thái Lan.